# Iglesia de la Asunción (Almonte)
La iglesia parroquial de la Asunción es un templo del siglo XV de estilo gótico mudéjar que se encuentra en el municipio de Almonte, provincia de Huelva (España). Esta iglesia parroquial esta bajo la advocación mariana de la Asunción de María. Destaca internacionalmente por contener una capilla mudéjar original que alberga una lápida funeraria romana del siglo V, por haber recibido la visita de importantes personalidades incluyendo a los reyes de España, diversos papas y personajes literarios como Juan Ramón Jiménez y por recibir a la Virgen del Rocío durante nueve meses cada siete años.

## Historia

### Edad Media
Desde el siglo XIII, la parroquia de la Asunción administra diversas ermitas adscritas diseminadas por el municipio, incluyendo la Hermosa (en el camino hacia Hinojos), Santa Olalla (a orillas de la laguna homónima) y Nuestra Señora de Las Rocinas (hoy en día la ermita del Rocío). Esta última es la única que se conserva en la actualidad. De esta época se conserva en la parroquia de Almonte una capilla bautismal gótico-mudéjar original, que muy probablemente fuera un morabito del último periodo taifa. 
Tras la reconquista cristiana de la antigua Taifa de Niebla, se añadieron dos naves a la construcción musulmana original, separadas por arquerías ojivales y rebautizándose el templo como Iglesia de la Asunción. Aparece así documentado en el Libro Blanco de la Catedral de Sevilla de 1411. De entre las piezas de orfebrería más antiguas y valiosas del templo cabe destacar una copa de estilo gótico del siglo XV, un crucifijo de altar del siglo XVI y diversas vinajeras de plata del siglo XVIII.

### Edad Moderna
En 1577 se instaló el primer reloj incrustado en la torre de la iglesia y 18 años después la campana de dicho arterfacto. Hay descripciones de 1681 que presentan el edificio como un templo compuesto por tres naves principales y coronado con dos torres y 4 campanas. En 1672 se construye la capilla de las Ánimas, cofinanciada por el abogado y fiscal Fabián Cabrera. En 1705 se terminó la capilla de San Pedro, patrón del municipio y opuesta a la anterior capilla. Veinte años más tarde se construye la torre izquierda. En 1755 sufrió daños durante el terremoto de Lisboa, tal como relatan los archivos de la Casa de Medina Sidonia. La Virgen del Rocío, que tuvo que ser evacuada de la ermita por daños debido a dicho seísmo, tuvo que permanecer durante meses en el antiguo convento de las monjas dominicas, hasta 1756. En esta época, la parroquia percibía una renta de 9.273 reales y empieza a sufrir ciertas remodelaciones dentro de la corriente del Barroco y más tarde del Neoclacisismo, de la mano de Antonio de Figueroa y Ruiz, nieto de Leonardo de Figueroa. En 1787 se termina de restaurar la fachada principal. 

### Edad Contemporánea
En 1836, un real decreto firmado por Isabel II ordenó la expropiación de joyería y metales preciosos de la parroquia para, según el gobierno, evitar que acabasen en manos de los requetés en el contexto de las guerras carlistas. Se sustrajeron casi 200kg de plata y se recuperaron más adelante casi la mitad de los bienes inmuebles expropiados. En 1929, encontrándose la Virgen del Rocío en la parroquia, el escritor y premio nobel Juan Ramón Jiménez y su mujer Zenobia Camprubí acudieron a un acto y aparecen en una fotografía frente a la fachada principal de la parroquia, a la derecha de la puerta de entrada. Durante la Guerra civil, numerosos bienes fueron destruidos, incluyendo el archivo, diversas imágenes, un templete del s.XVIII y una talla de candelero del s.XVI. Hasta 1949, la parroquia estuvo en proceso de restauración, incluyendo las diversas pinturas al temple realizadas por Rafael Blas Rodríguez.

#### Visitas de los Reyes de España
Ya a principios del siglo XX reyes como Amalia de Orleans visitaron la parroquia. Durante las II Jornadas Internacionales de Desarrollo Sostenible, el 22 de febrero de 2006, el actual rey Felipe VI y la reina Letizia visitaron la parroquia, que en ese momento albergaba a la Virgen del Rocío. Los recibió el obispo de Huelva y el presidente de la Hermandad Matriz y el coro y la banda de música de Almonte actuaron en su honor. 14 años después, el 14 de febrero de 2020 los reyes volvieron a visitar la parroquia coincidiendo con el 50 aniversario del Parque Nacional de Doñana, que se celebró en el teatro de Almonte. 

## Arquitectura
Diego Antonio Díaz ya describió el edificio a finales del siglo XVII, mencionando sus tres naves con un total de 15 metros de anchura y 25 metros de fondo. Como se ha comentado anteriormente, destaca por su estilo gótico-mudéjar y barroco, mezcla mucho más conseguida en esta parroquia que en otras de poblaciones vecinas. 
Con respecto a la parte alta, la describía como de madera a dos aguas en la nave central y de colgadizos en las naves laterales. La capilla principal está compuesta por bóvedas de crucería. Al tratarse de un templo remodelado durante varios siglos, mezcla diferentes estilos arquitectónicos. Del templo original se conserva una capilla de estilo mudéjar, la cual data de los siglos XV-XVI. La fachada, obra de Antonio de Figueroa y Ruiz en 1780, es de estilo barroco, originada tras la remodelación llevada a cabo entre los siglos XVII-XVIII. Tras el terremoto de Lisboa, se le incorporó el crucero de media naranja sobre pechinas flanqueadas por bóvedas vaídas y la Capilla Mayor bajo bóveda de terceletes.  

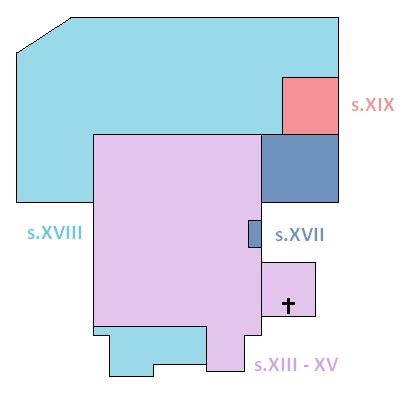
Plano de la parroquia de Almonte. Ubicación de la lápida romana señalizada con la cruz.

 Los portones laterales dejan ver la influencia neoclacisista, con el frontón partido y los triglifos. La fachada principal imita a un retablo y consta de un arco de medio punto, con una gran puerta flanqueada por dos columnas dóricas y coronada por un arco menor. Una imagen de cerámica blanca y azul se sitúa sobre dicha puerta, representando a la virgen de la Concepción. En el interior, justo encima de la puerta principal y opuesto a dicho azulejo se encuentra una réplica de grandes dimensiones de la Inmaculada de Murillo.
Entre las dos torres de la iglesia destaca una escultura de Jesús de grandes dimensiones y color terracota, probablemente instalada antes de 1920. Para conmemorar la canonización de la virgen del Rocío en 1919, se colocó en la torre del reloj un azulejo cuyo autor es Manuel García Montalván, representando a dicha patrona siendo coronada por dos ángeles. El papa Benedicto XV y el arzobispo Cardenal Almaraz aparecen inscritos en dicho azulejo, como representantes de su instalación.
La sacristía, al lado derecho de la capilla principal, destaca a nivel provincial por su atractivo estilo dórico-toscano, presente en las columnas que sostienen las bóvedas de crucería. Anexo a dicha sacristía se encuentran los archivos diocesianos, habitáculo instalado en 1890 por un valor de 19.600 reales.
La capilla del Sagrario está unida a la nave del Evangelio por un arco de medio punto con moldurón de rosca y clave, separada del resto de la parroquia por una importante reja de forja.                   
La capilla menor está cubierta por una cúpula de media naranja decorada con pinturas de Rafael Blas Rodríguez y un retablo neo barroco que cubre una imagen del Sagrado Corazón de Jesús, obra de Sebastián Santos e instalado en 1938. El presbiterio o capilla principal tiene un templete neoclásico de columnas jónicas estriadas que alberga la imagen de Ntra. Señora de la Asunción, titular de la parroquia, instalada en 1940. 

### Lápida romana
Finalmente, la capilla gótico-mudéjar original del s.XIII conserva sus columnas, arcos ojivales y nervaduras características de los siglos XIV y XV, habiendo sido restaurada parcialmente en 1974. En la pared derecha de dicha estancia se conserva una lápida funeraria romana datada del año 533 y descubierta originalmente en el paraje de la Solana, en la zona suroeste a las afueras del núcleo urbano. Tiene 90cm de largo, 40 de ancho y 5 de grosor, la decora un lábaro y pertenece a una niña llamada Domigratia, que, según las investigaciones, debió de pertenecer a una familia acomodada con necrópolis propia en la villa de Alostigi, donde hoy en día se ubica Almonte. Contiene la siguiente inscripción latina: Domigratia Famula Deis Hic Requiescit In Pace Die No Nonarum Novembriun Annorum Trium Et Plus Minus Mensses Sex; Era DXXXIII (Domigratia, sierva de Dios, descansa aquí en paz en el día de las nonas de noviembre, de tres años más o menos y sesis meses, año 533). La ubicación de esta lápida en dicha capilla responde al hecho de que Domigratia debe haber sido una de las primeras personas de Almonte en ser convertida al cristianismo, ya que el emperador Teodosio I no empezó a cristianizar a la población hasta el año 380. La pila bautismal es de vidrio verde y forma cilíndrica, esculpida con diversos relieves.

## Traslado de la Virgen del Rocío
Este templo alberga a la Virgen del Rocío durante nueve meses cada siete años. El traslado es realizado por los locales el 19 de agosto, permaneciendo en la iglesia de la Asunción hasta ocho días antes del Pentecostés. Sin embargo, debido a las restricciones ocasionadas por la pandemia de COVID-19 en España, la Virgen ha tenido que permanecer en este templo durante los años 2019-2021, al haberse suspendido las romerías de El Rocío de 2020 y 2021.